# Taintaturus abditus
Taintaturus abditus är en kvalsterart som beskrevs av Cook 1983. Taintaturus abditus ingår i släktet Taintaturus och familjen Aturidae. Inga underarter finns listade i Catalogue of Life.